# 新疆生产建设兵团第六师共青团农场
新疆生产建设兵团第六师共青团农场是中华人民共和国新疆生产建设兵团第六师下辖的一个农场。

## 行政区划
新疆生产建设兵团第六师共青团农场下辖以下单位：
场部、一连、二连、四连、五连、六连、七连和八连。